# Tidsresenärerna (TV-serie)
Tidsresenärerna, i Sverige även känt under originalnamnet Time Team, är ett brittiskt TV-program om arkeologi. Det har sedan 1994 sänts i Storbritannien på Channel 4. Varje avsnitt presenteras av skådespelaren Tony Robinson och presenterar ett arbetslag av specialister under en arkeologisk utgrävning, där Robinson förklarar arbetsgången för tittarna i lekmannatermer. Utgrävningarna har oftast letts av yrkesarkeologna Mick Aston eller Francis Pryor, och Phil Harding har varit den flitigast deltagande fältarkeologen. Genom utgrävningarna har man belyst historiska skeenden och lokaler – oftast i Storbritannien – från äldre stenåldern till andra världskriget.
Programmet har blivit ett av de mest omfattande och framgångsrika populärvetenskapliga TV-projekten i sitt slag. Enligt Channel 4 har det varit brittisk TV:s mest långlivade och populära TV-serie om historia. 2013 års säsong (den 20:e) blev dock den sista.

## Format
Den arkeologiska utgrävningen i varje program leds i regel antingen av Mick Aston eller Francis Pryor, den sistnämnde ofta om utgrävningen rör bronsåldern eller järnåldern. Bland de inblandade fältarkeologerna är kanske Phil Harding den mest aktive deltagaren. Utgrävningsplatserna, oftast någonstans i Storbritannien, hittas i hög grad efter tips från tittare (inklusive markägare, lokala arkeologer och akademiker) som känner till ett olöst arkeologiskt mysterium eller äger en (outgrävd) fastighet som kan innehålla arkeologiska fynd. Tidsresenärernas arbetslag försöker få ut så mycket arkeologi och historisk kunskap från platsen på de tre dagar som står till förfogande.
I inledningen av varje avsnitt förklarar Tony Robinson, direkt till tittarna, orsaken till utgrävningen på den aktuella platsen. Under arbetets gång går han sedan runt och entusiasmerar arbetarna, ställer allmänna, nyfikna frågor och försöker förklara arkeologernas beslut, fynd och slutsatser. Han försöker se till så allt är så begripligt som möjligt för en oinvigd tittare. Ett antal olika arbetsmoment är del av varje avsnitt:
- Geofysiska markundersökningar (antingen via georadar, metalldetektorer eller elektriskt motstånd, s.k. resistivitetsmätning), utförda av markundersökare ledda av John Gater.
- Strukturell översyn av områden (ibland från helikopter eller kran) av landskapsarkeologen Stewart Ainsworth. Han tar också hjälp av gamla kartor för att se hur gamla vägar, husgrunder och annan mänsklig påverkan ligger placerad i terrängen.
- Efterforskningar i böcker för att utröna vad de säger om historien kring utgrävningsplatsen. Bland annat har Carenza Lewis och Robin Bush arbetat med detta arbete.
- Fältarbetet i marken, där Phil Harding varit ständigt återkommande "senior" medarbetare, under åren assisterad av bland andra Raksha Dave, Brigid Gallagher och Matt Williams.
- Vissa fältarkeologer har haft särskilda specialiteter, såsom Alice Roberts (osteoarkeologi) och Paul Blinkhorn (keramik).
- Jonathan Foyle har sedan 2003 bidragit som historiker, och Guy de la Bédoyère som expert vad gäller mynt och romersk historia.
- Lantmätaren Henry Chapmans kunskaper och verktyg kommer till nytta när man behöver bestämma höjd, vinklar och positioner på utgrävningsplatsen.

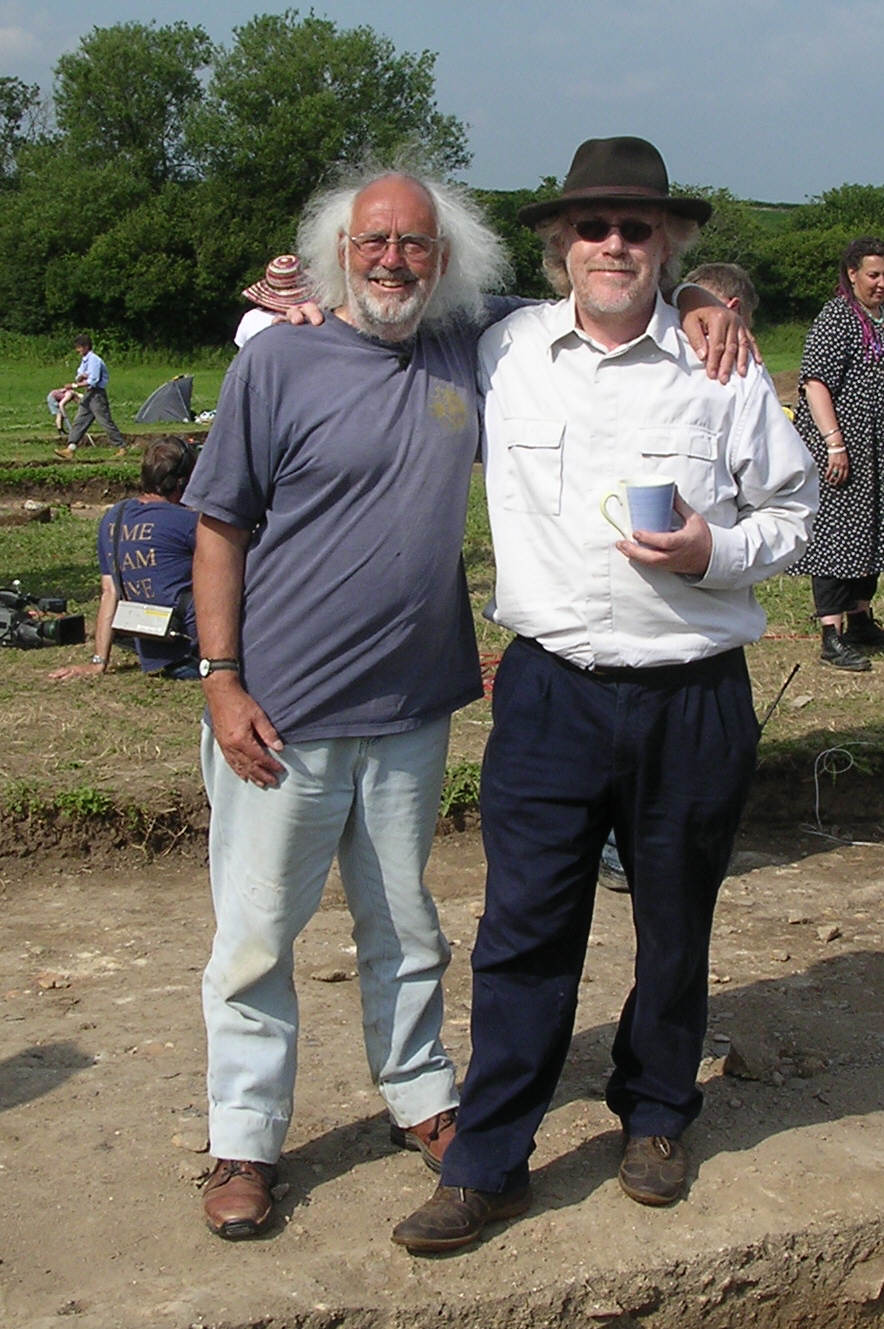
Mick Aston och programmets producent Tim Taylor, 2007.

Under avsnittens gång levandegörs historien för tittarna på olika sätt. Bildkonstnären Victor Ambrus tillverkar tablåer över byar, gravplatser och romerska villor, så som de kan ha sett ut. I varje avsnitt gör man någon form av "experimentell arkeologi" (historisk rekonstruktion), där man antingen kan pröva stenåldersyxors effektivitet, hur bronsålderskosten smakade, hur en medeltida smidesugn fungerade eller Tudor-tidens falkenerare hanterade sina fåglar. Man tar ofta hjälp av lokala invånare, för att gräva i sina egna trädgårdar eller ge tips om ortens historia. Och mer än en gång har man arrangerat medeltida marknad.

## Historik
Tidsresenärerna har producerats för och sänts på brittiska Channel 4 sedan 1994. Serien skapades av TV-producenten Tim Taylor och har genom alla säsonger presenterats av Tony Robinson. I varje avsnitt samlas ett arbetslag av specialister kring en plats av historiskt intress som de ägnar tre dagar åt att gräva ut. Under utgrävningens gång förklarar Robinson processen i lekmannatermer. Under de 20 åren serien pågått har ett antal olika historiska eller arkeologiska experter passerat revy, men kärnan har ofta(st) bestått av Mick Aston (utgrävningsledare), Carenza Lewis (historiker), Francis Pryor (brons- och järnåldersexpert) och Phil Harding (fältarkeolog). Det historiska materialet vid utgrävningsplatserna har spänt från äldre stenålder till andra världskriget.
Oktober 2012 meddelade Channel 4 att 2012/2013 års 20:e säsong skulle komma att bli den sista. Den sista säsongen sändes november 2012–mars 2013, och ett antal specialproduktioner planerar att sändas under 2014.

### Utveckling och uppföljare
Tidsresenärerna utvecklades från en tidigare Channel 4-serie, Time Signs som hade premiär 1991. I den här Taylor-produktionen syntes Aston och Harding, som båda senare blev fasta deltagare i Tidsresenärerna. När Time Signs lades ner, utvecklade Taylor det historiska/arkeologiska konceptet (bland annat via ett pilotavsnitt från 1992) och 1994 beslöt Channel 4 att ta sig an programmet.
Vid sidan av de huvudsakliga programsäsongerna, 4–13 avsnitt TV-sända under vinter/vår, har man under årens lopp producerat ett antal sidoserier. Här finns Time Team Live (1997–2007), som presenterade mer obearbetat material från utgrävningarna.  Time Team Extra (1998) leddes av historikern Robin Bush och beskrev närmare mer ingående utgrävningsplatser. Time Team History Hunters (1998–1999) var en tävlingsartad sidoserie där tre tävlande lag kämpade om att snabbast möjligt ta reda på historien om ett samhälle. Time Team Digs (2002) tittade tillbaka på tidigare utgrävningar, med en historisk epok i taget. Time Team America är en USA-produktion som visats i åtminstone två säsonger (2009 och 2013). Dessutom visades 2000–2002 tre dokumentärer omkring själv produktionen av Tidsresenärerna.
Se vidare: Tidsresenärerna (övriga avsnitt)
Februari 2012 blev det offentligt att professor Mick Aston hade lämnat produktionen på grund av ändringar i programformatet. Ändringarna inkluderade en inhyrd före detta modell, fasta arkeologer som fått lämna produktionen och andra planer som han såg som tvärs emot programmets arkeologiska kärna.

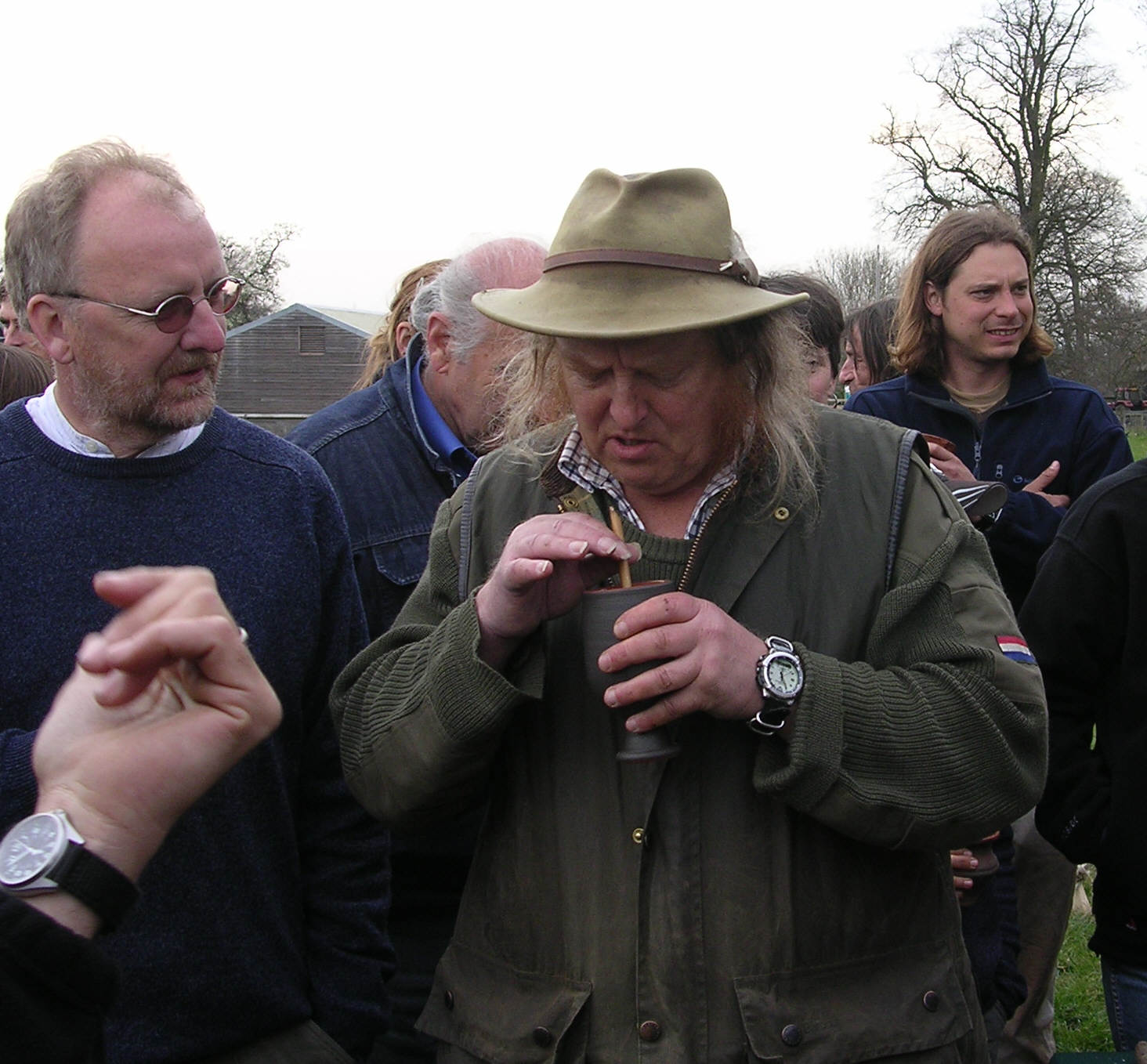
Bild från utgrävning från 2007. På bilden: John Gater, Victor Ambrus (skymd), Phil Harding och Matt Williams.

De planerade förändringarna i programupplägget kom efter sjunkande tittarsiffror; 2008 nådde TV-serien 2,5 miljoner tittare per avsnitt, medan 1,5 såg på TV-serien under 2011. 2011 flyttade också Channel 4 hela produktionen från London till Cardiff, ett politiskt beslut med syfte att befrämja den lokala TV-industrin. Resultat blev dock att man tappade en mängd medarbetare med 15-årig erfarenhet av att göra arkeologi till bra TV.
En tittarundersökning från 2006 antydde att programmets mest trogna tittare var familjer och personer över 45 års ålder. Channel 4 ville inför säsong 19 (2012) att försöka nå yngre tittare och beslöt sig för att förändra programformatet, vilket bland annat innebar att man bytte ut en del av medarbetarna i programmet mot yngre motsvarigheter. Det var bland annat detta som orsakade utgrävningsledaren Mick Astons avhopp från Tidsresenärerna. De olika förändringarna ledde, tvärtemot kanalledningens förhoppning, till att tittarsiffrorna fram till sommaren 2012 halverades och att programmet i praktiken nådde vägs ände.

### De olika säsongerna
En säsongs avsnitt beskriver utgrävningar under vår, sommar och tidig höst, som produceras och sänds vintern/våren året därpå. Den första säsongen var endast på fyra avsnitt, men från och med säsong 9 producerades 13 avsnitt per år (oräknat specialavsnitt). Säsongerna 9–12 räknas ibland som "guldåren", och då kunde 3–3,5 miljoner sitta bänkade framför ett program. Så sent som 2006 (säsong 13) antydde tittarundersökningar att 20 miljoner britter åtminstone sett ett avsnitt under det året.

## Mottagande och betydelse
Utgrävningarna är inte bara till som underhållning för tittarna. Tony Robinson har hävdat att arkeologerna genom Tidsresenärerna publicerat fler avhandlingar och rapporter om utgrävningar än alla arkeologiinstitutioner på brittiska universitet sammantaget, under motsvarande period, liksom att programmet 2013 blivit den största sponsorn av offentliga utgrävningar i landet. Ett antal av utgrävningarna har resulterat i arkeologiska upptäckter av nationell betydelse, och till dags dato lär alla utom fem av de 20 års utgrävningarna ha lett till arkeologiska rapporter.

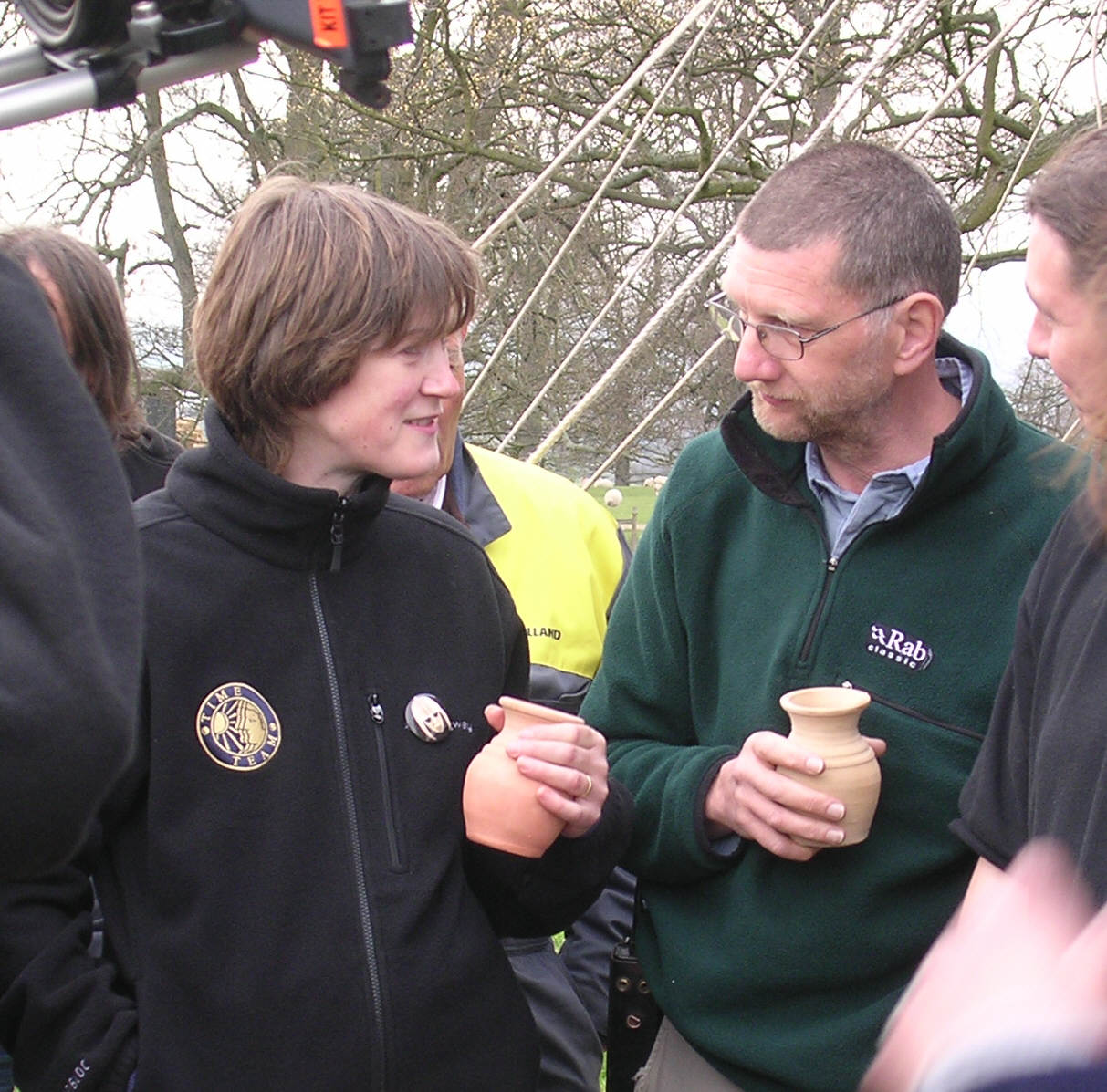
Helen Geake, Stewart Ainsworth och Phil Harding (längst till höger), från utgrävning 2007.

Tidsresenärerna har berömts för att ha främjat brittisk arkeologi och levandegjort historien som få andra TV-program. 2008 publicerade English Heritage (delvis jämförbart med Riksantikvarieämbetet) en rapport från en grupp av paleolitiska experter som framhöll Tidsresenärernas betydelse för att höja allmänhetens medvetande om det forntida Storbritannien.
Tidsresenärerna ledde också i någon mån till en "demokratisering" av brittisk arkeologi. Under de första årens produktion underströk man att utgrävningarna också ville ta fram vanligt folks liv, istället för att som annars brukligt mest koncentrera sig på palats och slott.
Samtidigt har det uttryckts åsikter om att TV-serien presenterat en felaktig bild av fältarkeologi till den allmänna publiken. Åtminstone i början var många arkeologer skeptiska till utgrävningar som endast fick ta tre dagar. I praktiken ägnade man också stora pengar på kol-14-dateringar som fick lov att dubbas in månader efter att själva utgrävningen avslutats. Det arkeologiska arbetet påverkades också i viss mån av ha män med kameror och mikrofoner springande omkring groparna. Tidsresenärerna har sagts vara brittisk TV:s första reality-TV-program.

## Distribution

### Internationell spridning
Totalt har Tidsresenärerna exporterats till 35 länder.
I Sverige har programmet sänds i flera olika kanaler, omväxlande under namnen Tidsresenärerna och Time Team. Discovery Channel (oftast via dess underkanal Discovery Civilisation, före detta Discovery World) var pionjär att sända programmet i Sverige (som Time Team). Senare har det bland annat (under namnet Tidsresenärerna) sänts i Kanal 9 morgon och middag under vardagar. Sedan 2011 sänds programmet som Time Team på TV10. Sedan februari 2010 sänds Tidsresenärerna flitigt på Viasat History; under namnet Tidsresenärerna går den (sommaren 2013) tre gånger om dagen sju dagar i veckan, som Time Team på vardagseftermiddagar. I regel repriseras avsnitten ett antal dagar, innan man byter till nästa avsnitt från en utvald säsong. Sommaren 2013 gick säsongerna 11–13 på Viasat History, medan Kanal 9 bland annat sände säsong 16.

## DVD och böcker
Kompletta säsongsutgåvor av säsong 15 och senare har distribuerats på DVD i bland annat Australien.  Since then, Series 14 (2012), Series 16 (2010), Series 17 (2011),  Series 18 (2012),  Ett antal DVD-utgåvor med utvalda avsnitt har producerats i Storbritannien, och 2012 släpptes de första DVD-boxarna med kompletta säsonger även mot den brittiska marknaden. Senare under 2012 släpptes en DVD-box med urvalda "romerska" avsnitt i USA.
Ett antal böcker har skrivits med anledning av TV-serieproduktionen och utgrävningarnas resultat. Se vidare under rubriken Litteratur.

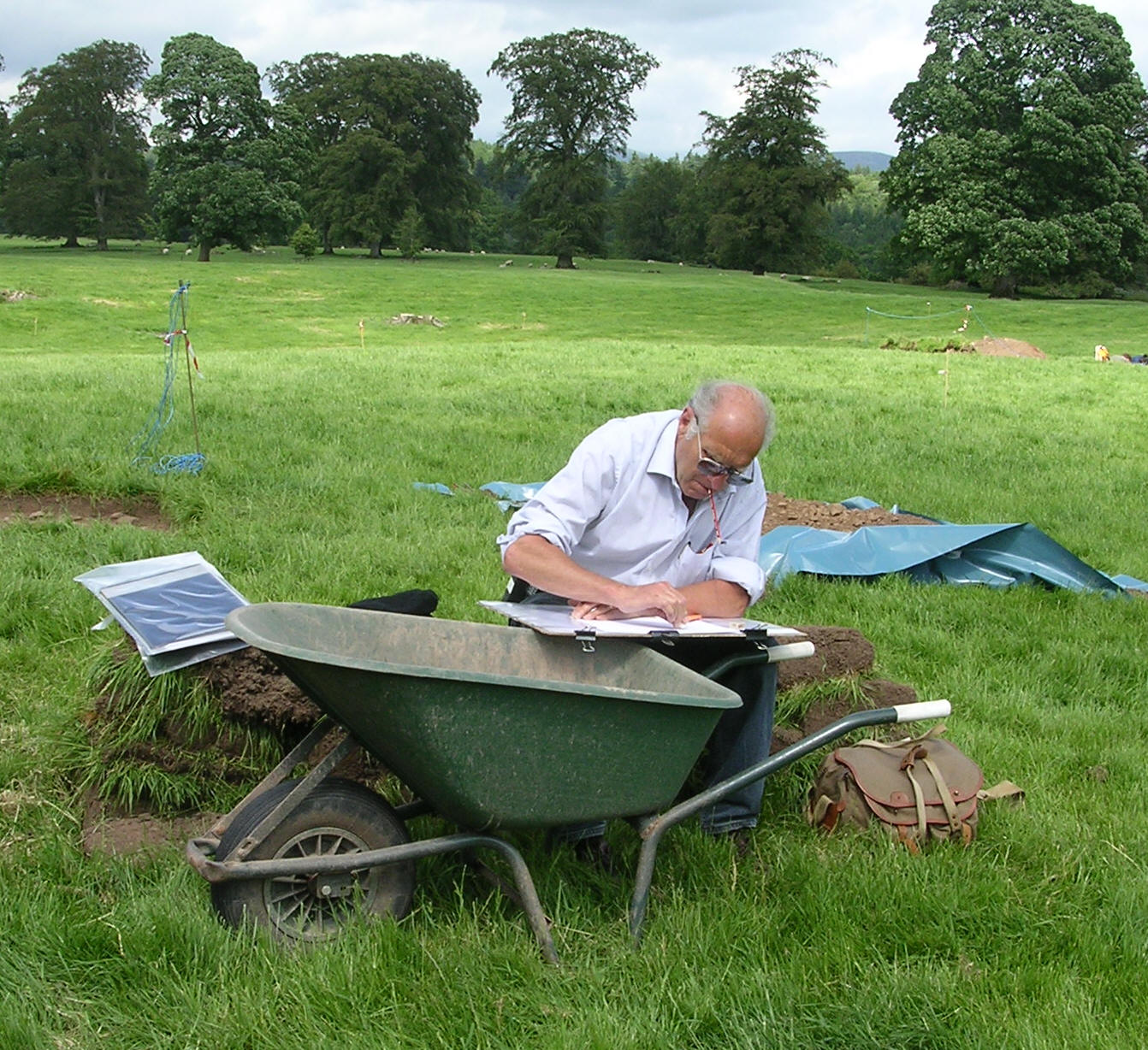
TV-seriens illustratör Victor Ambrus vid sitt ritbräde. Foto (av deltagaren Guy de la Bédoyère) från en utgrävning maj 2007.

## Deltagare
- Tony Robinson – presentatör
- Stewart Ainsworth – landskapsarkeolog
- Victor Ambrus – illustratör
- Mick Aston – professor, utgrävningsledare
- Henry Chapman – lantmätare
- John Gater – geofysiker (markundersökare)[22]
- Phil Harding – fältarkeolog hos Wessex Archaeology
- Francis Pryor – leder utgrävningar relaterade till bronsåldern eller järnåldern

### Fasta/återkommande (tidigare år)
- Jenni Butterworth
- Katie Hirst
- Carenza Lewis (visningssäsonger: 1994–2005)
- Robin Bush – historiker (1994–2003)
- Faye Simpson – fältarkeolog

### Fasta/återkommande (senare år)
- Paul Blinkhorn – keramikexpert
- Guy de la Bédoyère – myntexpert, romersk historia (1998–[23])

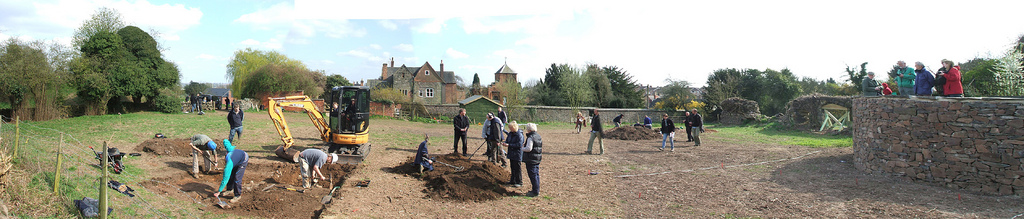
Utgrävning i Groby, 2010.

- Raksha Dave – fältarkeolog
- Brigid Gallagher – fältarkeolog
- Helen Geake
- Alice Roberts – osteoarkeolog
- Matt Williams – fältarkeolog

## Avsnitt
| År        | Säsong  | Avsnitt (antal)                         | Första visningsdatum | Svenska visningar (urval)                     | Noter |
| --------- | ------- | --------------------------------------- | --- | --------------------------------------------- | ----- |
|           | pilot   | 0                                       | Ej visad (producerad 1992) |                                               |       |
| 1994      | 1       | #1–4 (4)                                | 16 januari–6 februari 1994 |                                               |       |
| 1995      | 2       | #5–9 (5)                                | 8 januari–5 februari 1995 |                                               |       |
| 1996      | 3       | #10–15 (6)                              | 7 januari–1 februari 1996 |                                               |       |
| 1997      | 4       | #16–21 (6)                              | 5 januari–9 februari 1997 |                                               |       |
| 1997      | special | #22 (1)                                 | 28 december 1997 |                                               |       |
| 1998      | 5       | #23–30 (8)                              | 4 januari–1 mars 1998 |                                               |       |
| 1999      | 6       | #31–43 (13)                             | 3 januari–28 mars 1999 |                                               |       |
| 1999      | special | #44 & 45 (2)                            | 19 & 29 december 1999 |                                               |       |
| 2000      | 7       | #46–58 (13)                             | 2 januari–26 mars 2000 |                                               |       |
| 2000      | special | #59 & 60 (2)                            | 24 & 27 december 2000 |                                               |       |
| 2001      | 8       | #61–74 (13)                             | 7 januari–1 april 2001 |                                               |       |
| 2001      | special | #70, 75 & 76 (3)                        | 8 mars, 17 maj & 30 december 2001 |                                               |       |
| 2002      | 9       | #77–89 (13)                             | 6 januari–31 mars 2002 | Kanal 9 2008                                  |       |
| 2002      | special | #90, 91 & 92 (3)                        | 15, 22 april & 31 oktober 2002 |                                               |       |
| 2003      | 10      | #93–105 (13)                            | 5 januari–30 mars 2003 | Kanal 9 2008/2009, TV10 2011/2012             |       |
| 2003      | special | #106 & 107 (2)                          | 10 april & 29 december 2003 |                                               |       |
| 2004      | 11      | #108–121 (13)                           | 4 januari–28 mars 2004 | Kanal 9 2008/2009, TV10 2012/2013             |       |
| 2004      | special | #120, 122, 123 & 124 (4)                | 22 mars, 19 april, 3 & 31 maj 2004 |                                               |       |
| 2005      | 12      | #125–137 (13)                           | 2 januari–3 april 2005 | Kanal 9 2010, TV 10 2013, V.History 2013      |       |
| 2005      | special | #138, 139, 140 & 141 (4)                | 13, 20, 27 juni & 28 november 2005 |                                               |       |
| 2006      | 13      | #143–155 (13)                           | 22 januari–16 april 2006 | Kanal 9 2008/2009, TV 10 2013, V.History 2013 |       |
| 2006      | special | #142, 156 & 157 (3)                     | 8 januari, 29 oktober & 31 december 2006 |                                               |       |
| 2007      | 14      | #158–171 (13)                           | 14 januari–8 april 2007 | Kanal 9 2007/2010, V.History hösten 2013      |       |
| 2007      | special | #165, 172, 173 & 174 (4)                | 1 mars, 24 april, 1 maj & 27 augusti 2007 |                                               |       |
| 2008      | 15      | #175–189 (13)                           | 6 januari–30 mars 2008 | Kanal 9 2010                                  |       |
| 2008      | special | #177, 184, 190, 191, 192 & 193 (6)      | 14 januari, 25 februari, 21 april, 19 maj, 10 november & 26 december 2008                                                                      |                                               |       |
| 2009      | 16      | #194–206 (13)                           | 4 januari–29 mars 2009 | Kanal 9 2013                                  |       |
| 2009      | special | #207, 208 & 209 (3)                     | 13 april, 1 juni & 19 december 2009 |                                               |       |
| 2010      | 17      | #210–237 (13)                           | 18 april 2010–17 april 2011 | Kanal 9 2011                                  |       |
| 2010      | special | #215, 217 & 220 (3)                     | 17 maj, 28 juni & 11 oktober 2010 |                                               |       |
| 2011      | 18      | #225–235 (10)                           | 6 februari–10 april 2011 |                                               |       |
| 2011      | special | #231, 236, 238, 239, 240, 241 & 242 (7) | 16 mars, 14, 24 april, 1, 4, 8 maj & 10 november 2011                                                                                          |                                               |       |
| 2012      | 19      | #243–257 (13)                           | 22 januari–13 maj 2012 |                                               |       |
| 2012      | special | #251, 255 & 258 (3)                     | 11 mars, 22 april & 17 juni 2012 |                                               |       |
| 2012/2013 | 20      | #259–271 (13)                           | 11 november 2012–24 mars 2013 | V.History 2013/2014                           |       |
| 2012/2013 | special | #272, 273 & 274 (3)                     | 30 maj, 30 juni & 7 juli 2013 |                                               |       |
| Övrigt    |         | 3                                       | 27 december 2000 ("Time Team History of Britain") 7 januari 2001 ("Behind the Scenes at Time Team") 27 december 2002 ("10 Years of Time Team") |                                               |       |

## Produktion
TV-serien sänds av Channel 4 och produceras tillsammans av VideoText Communications Ltd och Picturehouse Television Co. Ltd. Wildfire Television var med och producerade avsnitten The Big Roman Dig (2005) och The Big Royal Dig (2006). TV-serien produceras av Tim Taylor som även skapade TV-serien. Medproducent är Tony Robinson.